# Paul T. Frankl
Paul Theodore Frankl, né le 14 octobre 1886 à Vienne, en Autriche et mort le 21 mars 1958 à Los Angeles, est un architecte, designer Art déco, peintre et écrivain prolifique.
Frankl a apporté une perspective et un enthousiasme nouveau pour forger une esthétique typiquement américaine. Entre les deux guerres mondiales, il a plus que tout autre concepteur, contribué à façonner le style distinctif du modernisme américain.

## Biographie
Issu d’une famille aisée, Frankl fait des études d’architecture à l’institut polytechnique de Berlin.  Une fois diplômé, il commence à voyager notamment à Copenhague et aux États-Unis où il arrive à New York en 1914 et est séduit par l’horizon majestueux de la ville. Il commence à travailler en tant qu’architecte et découvre rapidement un pays envahi de reproductions de meubles de styles européens inconfortables.
Il ouvre une galerie en 1922, sur la 48e Rue, et en 1924 un showroom sur Madison Avenue ; il y vend outre des textiles et papiers peints importés d’Europe, des meubles de sa propre conception, généralement des bureaux et bibliothèques, mais aussi des lampes ; des pièces élégantes, sans fioritures d’un style nouveau typiquement américain et qui reflètent les progrès de la technologie innovante et les changements dans la culture. À partir de 1925, ses créations évoquent les gratte-ciel de New York, en ce qu'ils sont hauts et étroits pour tenir dans les petits appartements de la ville. Ils sont immédiatement adoptés et lui confèrent la célébrité.
La galerie est rebaptisée « gratte-ciel Furniture » et devient l'épicentre du modernisme américain.
En parallèle, il rédige plusieurs ouvrages et articles de magazine sur le Style moderne, devenant son représentant. Il peint et expose également dans des galeries : galerie Knoedler (NYC), 1931 (solo) ; LA Junior College, 1936 ; galerie Stendhal (LA), 1944 (solo).
En 1934, il s’installe à Los Angeles, enseigne à l'USC et à la Chouinard Art Institute. Il ouvre également une galerie sur Rodeo Drive devenant décorateur d'intérieur à Beverly Hills. Très rapidement sa clientèle se développe avec des clients tels Fred Astaire, Cary Grant, Katharine Hepburn, Walter Huston et Alfred Hitchcock.
Son style Art déco sera appelé là-bas, le « style Californie moderne ». Le public découvrira le style de Frankl par les films, sera conquis et voudra le même. Les meubles seront fabriqués par Brown & Saltzman de Californie ainsi que par la Johnson Furniture Company de Grand Rapids. Dans ses créations Krankl expérimente avec des formes et des matériaux innovants tels que le placage de liège, le métal, le verre et la bakélite.
Il fut membre de l'Union américaine des artistes et artisans décoratifs (AUDAC), formé en 1927.
Il conçoit également des affiches, et des décors de théâtre,,,,,.

## Collections
- Brooklyn museum of art [8]
- Musée d'art moderne de San Francisco[9]
- Art Institute of Chicago [10]
- Milwaukee Art Museum [11]
- Philadelphia Museum of Art [12]
- Metropolitan Museum of Art [13].